# Temelucha vitellina
Temelucha vitellina är en stekelart som beskrevs av Dasch 1979. Temelucha vitellina ingår i släktet Temelucha och familjen brokparasitsteklar. Inga underarter finns listade i Catalogue of Life.